# Руайдрі Ва Конхобайр

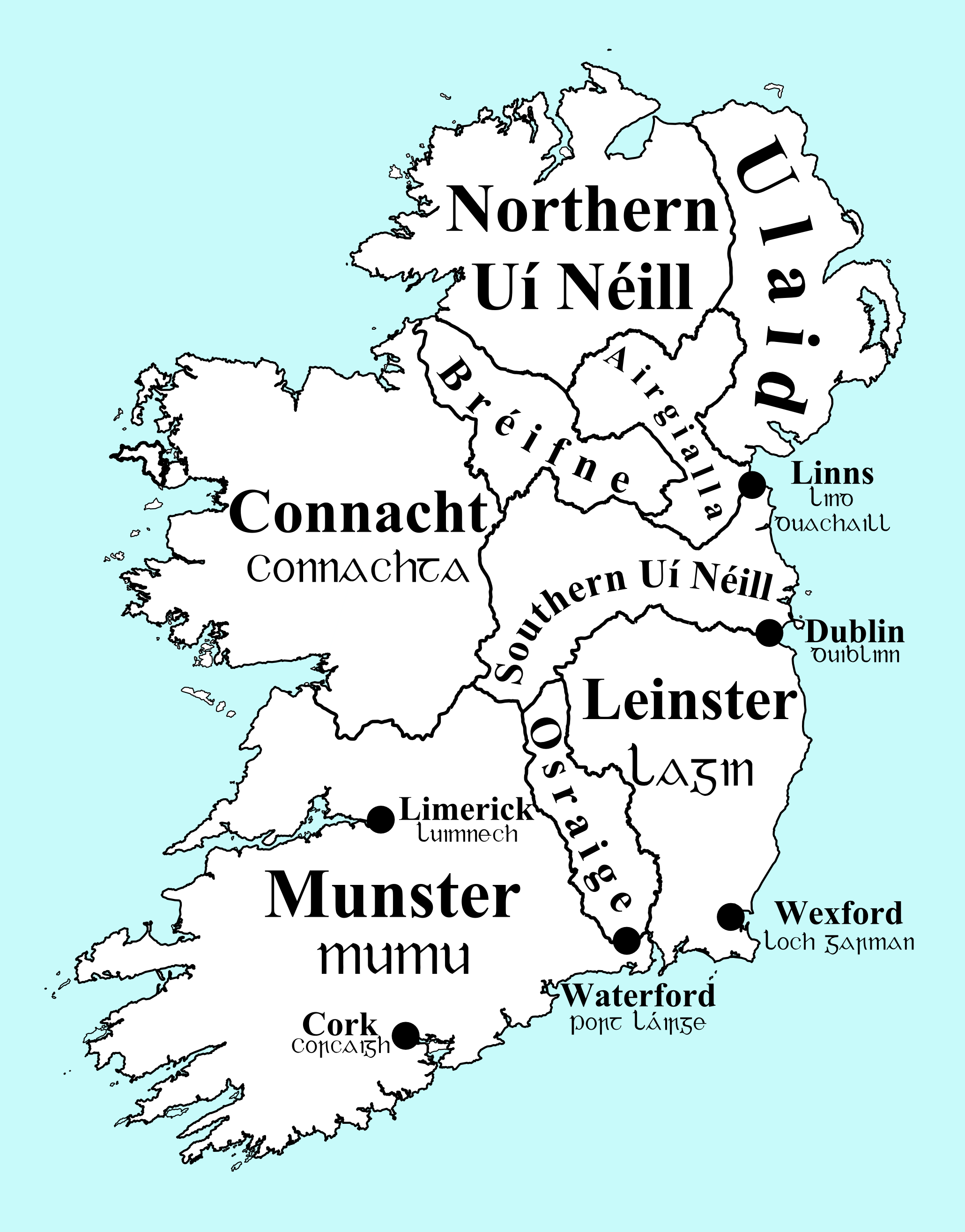
Ірландія в ранньому середньовіччі. Показані основні королівства.

Прапор королівства Коннахт.

Руайдрі Ва Конхобайр (ірл. Ruaidrí Ua Conchobair) — верховний король Ірландії. Час правління: 1166–1198 роки. Король Коннахту у 1156—1186 роках. Останній верховний король Ірландії який був на троні і фактично і юридично. Був одним з двадцяти синів верховного короля Ірландії Тойрделбаха Ва Конхобайра. Його сестра Мор і він були єдиними дітьми третьої дружини цього короля. Мати — Кайлех Де Ні х-Ейдін Айдне (ірл. Cailech Dé Ní hEidin Aidhne).

## У королівстві Коннахт
Руайдрі не був улюбленим сином свого батька Тайррделбаха. Спадкоємцем мав бути його брат Конхобар О'Конхобайр. Користуючись моментом Руайдрі та його брат Ед (ірл. — Aedh) (помер у 1195 році) здійняли повстання у 1136 році. Повстання було придушене, Ед був осліплений за наказом Конхобара О'Конхобайра. Руайдрі захистив архієпископ Коннахту Муйредах О'Дубхаг (ірл. — Muireadhach Ua Dubhthaigh). У 1143 році Руайдрі знову здійняв повстання. Повсталі були розгромлені, Руайдрі був схоплений Конхобаром та Тігеарнаном О'Руайрком (ірл. — Tighearnán Ua Ruairc). Проте, Руайдрі і цього разу захистили — Муйредах О'Дубхаг з духовенством і мирянами Коннахту, Тадг О'Бріайн (ірл. — Tadhg Ua Briain) — лорд Хомонду (ірл. — Thomond), Тігернан О'Руайрк (ірл. — Tighearnan Ua Ruairc) — лорд Брефне (ірл. — Breifne), Мурхад (ірл. — Murchadh) — син Гілла-на-нев О'Феаргайла (ірл. — Gilla-na-naemh Ua Fearghail) — лорд Муйнтір-Ангайле (ірл. — Muintir-Anghaile). Після року ув'язнення Руайдрі звільнив архієпископ Арми Гілла Мейк Ліак мак Діармата (ірл. — Gilla Meic Liac mac Diarmata) разом зі своїми спільниками Домналлом О'Флайхбертайгом та Кахалом О'Конхобайром (ірл. — Domnall Ua Flaithbertaig, Cathal Ua Conchobair).
Після загибелі Конхобара О'Конхобайра Тайррделбах обрав своїм спадкоємцем іншого сина — Доннелла Мора Мідеха О'Конхобайра (ірл. — Donnell Mor Mideach Ua Conchobair). Руайдрі підвищив свій статус здійснивши рейди проти Тігеарнана О'Руайка (ірл. — Tighearnán Ua Ruairc) у 1146 році, перемігши свого супротивника Домнала О'Конхобара (ірл. — Domnall Ua Conchobar) у 1150 році. Доннелл Мор Мідех О'Конхобайр почав втрачати владу, доля його була вирішена у 1151 році коли він був схоплений і ув'язнений. У тому ж році Руайдрі здійснив успішні рейди в Хомонд і здобув перемогу в битві під Мойн Мор (ірл. — Móin Mór).
Руайдрі воював з О'Біанами в Манстері, розділив королівство Манстер на дві частини — Хомонд віддав Тадгу О'Біайну (ірл. — Tadhg Ua Briain), Десмонд — Діармайду мак Картайгу (ірл. — Diarmaid MacCartaigh), вигнав Тойррделбаха мак Діармата (ірл. — Toirrdelbach mac Diarmata) з Айлеху. Це дало підставу Мак Лохлайнну (ірл. — Mac Lochlainn) вирушити в похід з армією у 1153 році. Руайдрі зі своїми людьми змушений був відійти в Фордруїм (ірл. — Fordruim), що в графстві Західний Міт.

## Король Коннахту
Тайррделбах (ірл. — Tairrdelbach) помер в своїй столиці Дунморе (графство Голуей). Руайдрі став королем Коннахту. Як запобіжний захід він заарештував трьох з 22 своїх братів — Бріана Брейфнаха, Бріана Лугнеха, Муйрхертаха Муйвнеха.
Дізнавшись по смерть Тайррделбаха і коронацію Руайдрі, Мак Лохлайн почав війну на виснаження в Ленстері і Осрайге, використовуючи місцевих союзників і зіштовхуючи місцевих правителів одне з одним.
У 1156—1157 роках Руайдрі утримував флот на Шенноні очікуючи нападу. Але Мак Лохлінн нав'язав свого ставленика в королівство Міде, взяв заручників від Дермота мак Мурроу (ірл. — Dermot MacMurrough), вигнав королів з Осрайге — вони втекли до Коннахту. Потім захопив Манстер. У відповідь Руайдрі спробував захопити Страбане і Деррі. Коли Мак Лохлайнн вирушив додому, Руайдрі знову захопив Манстер.

## Нащадки
Руайдрі Ва Конхобайр мав 13 дітей. Всі вони і їх чоловічі нащадки загинули у війнах на початку ХІІІ століття і рід верховних королів Ірландії лінії Руайдрі Ва Конхобайр перервався.

### Діти
Конхобар О'Конхобар
Муйрхертах О'Конхобар
Ед Муйвнех О'Конхобар
Домналл Мор О'Конхобар
Ед мак Руайдрі О'Конхобар
Роза Ні Конхобар
Конхобар Менмайге О'Конхобар
Діармайт мак Руайдрі О'Конхобар
Муйргіс Кананах О'Конхобар
Нуала Ні Конхобар
Ает мак Руайдрі О'Конхобар
Тойрделбах мак Руайдрі О'Конхобар
Рагнайлт
Кайллех